# Chlorotettix stolata
Chlorotettix stolata är en insektsart som beskrevs av Ball 1900. Chlorotettix stolata ingår i släktet Chlorotettix och familjen dvärgstritar. Inga underarter finns listade i Catalogue of Life.